# Hamid Merakchi
Hamid Merakchi (arabisch حميد مراكشي; * 28. Januar 1976 in Ain; † 16. November 2024) war ein algerischer Fußballspieler. Er absolvierte vier Spiele für die algerische Nationalmannschaft.
Merakchi begann seine Karriere bei ES Mostaganem in Algerien und wechselte 1998 in die Türkei. 2000 kehrte er nach Algerien zurück und spielte fortan bei verschiedenen Vereinen. In der Nationalelf debütierte er am 2. Oktober 1998 in einem Afrikacupqualifikationsspiel gegen Uganda (1:2). Im folgenden Jahr erzielte Hamid Merakchi in einem Spiel gegen Liberia seine ersten beiden Tore für die Nationalelf. Zuletzt kam er am 20. Juni beim Rückspiel gegen Uganda zum Einsatz, wo er ebenfalls zwei Tore erzielte.